# Pringle (Schiff)
Die  USS Pringle (DD-477) war ein zur Fletcher-Klasse gehörender Zerstörer der United States Navy, der im Zweiten Weltkrieg eingesetzt wurde. Die USS Pringle war bei Indienststellung mit einem Katapult und einem Bordflugzeug ausgerüstet. Am 16. April 1945 wurde das Schiff durch einen Kamikaze-Angriff vor Okinawa versenkt.

## Namensgeber
Vice Admiral Joel R. P. Pringle (1873–1932) war Offizier der US Navy. Er diente im Ersten Weltkrieg als Kommandant des Zerstörertenders USS Melville (AD-2) und als Chef des Stabes der Destroyer Flottillas, European Waters.

## Technik

### Rumpf und Antrieb
Der Rumpf der USS Pringle war 114,76 m lang und 12,09 m breit. Der Tiefgang betrug 5,41 m, die Verdrängung 2.050 ts (2.080 t). Der Antrieb des Schiffs erfolgte durch zwei Dampfturbinen von General Electric, der Dampf wurde in vier Kesseln von Babcock & Wilcox erzeugt. Die Wellenleistung betrug 60.000 hp (45 MW), die Höchstgeschwindigkeit lag bei 35 kn (65 km/h).

### Bordflugzeug
Die Pringle war einer von sechs Zerstörern der Fletcher-Klasse, die mit einem Mark-VI-Flugzeugkatapult und einem Bordflugzeug vom Typ Vought Kingfisher ausgerüstet werden sollten. Neben der Pringle erhielten nur zwei weitere (Stevens und Halford) tatsächlich ein Katapult. Das Katapult und der Kran zur Aufnahme des Flugzeuges befanden sich anstelle des zweiten Torpedorohrsatzes, dem Geschütz #3 und dem zweiten Deck des Deckshauses, auf dem die meisten Fletcher ein 40-mm-Zwilling-Flugabwehrgeschütz hatten, achtern des zweiten Schornsteins. Das 40-mm-Geschütz befand sich auf dem Achterdeck kurz vor den Wasserbombenablaufschienen, wo sich sonst 20-mm-Geschütze befanden.
Die ursprüngliche Planung sah vor, dass das Bordflugzeug als Aufklärer für die Zerstörerflottille dienen sollte, zu der die USS Pringle gehörte. Der Start sollte mittels Katapult erfolgen, die Landung in Nähe des Zerstörers auf dem Wasser. Anschließend wurde das Flugzeug mit dem Kran wieder auf das Katapult gehoben. Die USS Pringle war der einzige Zerstörer, der das Katapult operativ eingesetzt hat. Durch den Neubau von Kreuzern und Schnellen Schlachtschiffen, die ebenfalls mit Bordflugzeugen ausgerüstet waren, sowie von Flugzeugträgern in Verbindung mit dem geänderten Einsatzprofil der Zerstörer erwies sich das Konzept als obsolet. Ein weiterer Grund lag in den durch Katapult und Flugzeug bis an die Grenzen aufgebrauchten Gewichtsreserven, die eine als notwendig erkannte Verstärkung der Flugabwehrbewaffnung nicht mehr zuließ. Ende 1943 wurde das Katapult der USS Pringle ausgebaut.

### Bewaffnung und Elektronik
Hauptbewaffnung der USS Pringle waren bei Indienststellung ihre vier 5-Zoll/127-mm-Mark-30-Einzeltürme. Die Bewaffnung wurde nach Entfernung des Katapults geändert und ein fünfter 5-Zoll-Turm nachgerüstet. Dazu kamen diverse Flugabwehrkanonen. Die Flugabwehrbewaffnung wurde im Laufe des Krieges weiter verstärkt.
Die USS Pringle war mit Radar ausgerüstet. Am Mast über der Brücke waren ein SG- und ein SC-Radar montiert, mit denen Flugzeuge auf Entfernungen zwischen 15 und 30 Seemeilen und Schiffe in Entfernungen zwischen 10 und 22 Seemeilen geortet werden konnten.

## Geschichte
Die USS Pringle wurde am 31. Juli 1941 auf der Charleston Navy Yard auf Kiel gelegt und lief am 2. Mai 1942 vom Stapel. Am 15. September 1942 wurde sie unter dem Kommando von Lieutenant Commander Harold O. Larson in Dienst gestellt.

### 1943
Nach dem Abschluss ihrer Erprobung traf die USS Pringle im mittleren Atlantik auf den Geleitzug ON-154 und eskortierte ihn nach Halifax. Auf dieser Fahrt war sie der erste US-amerikanische Zerstörer, der ein Flugzeug vom Katapult aus startete. Das Flugzeug wurde zur Suche nach feindlichen U-Booten eingesetzt. Die Aufnahme des Flugzeuges erwies sich bei dem vorherrschenden Wetter aufgrund der verhältnismäßig geringen Größe des Zerstörers als schwierig.
Am 6. Februar verlegte sie in den Pazifik. Nach ihrer Ankunft vor Guadalcanal am 30. Mai 1943 patrouillierte sie vor den Salomonen. In der Nacht vom 17. auf den 18. Juli griff die Pringle zusammen mit Saufley und Waller drei japanische Zerstörer vor Vanga Point bei Kolombangara an. Neben mehreren Torpedotreffer auf den Zerstörern gelang ihr der Abschuss eines japanischen Flugzeuges.
Im August schützte die USS Pringle die auf Vella Lavella vorrückenden Einheiten, eskortierte LSTs durch die Straße von Gizo und deckte Minenoperationen vor Kolombangara. In der Nacht vom 3. auf den 4. September unternahm sie zusammen mit der Dyson einen Vorstoß auf den japanischen Schiffsverkehr zwischen Gambi Head auf Choiseul und Kolombangara, wobei drei Lastkähne versenkt wurden.
Am 11. November 1943 eskortierte sie die Task Group (TG) 31.7 zur Kaiserin-Augusta-Bucht auf Bougainville. Während der Fahrt schoss sie ein japanisches Flugzeug ab und beschädigte ein weiteres.

### 1944
Die USS Pringle operierte während der nächsten Monate, unterbrochen durch einen Aufenthalt in Sydney Ende Januar 1944, in den Salomonen. Anfang März beschoss sie Küstenstellung im Südwesten von Bougainville.
Während der Schlacht um die Marianen-Inseln und um Palau war sie zur Feuerunterstützung, im Geleitdienst und zur U-Boot-Abwehr eingesetzt. Nach weiteren Einsätzen während der Schlacht um Saipan im Juni und der Schlacht um Tinian im Juli, bei denen die USS Pringle mit ihrer Artillerie die Landungen der amerikanischen Truppen unterstützte, lief sie nach San Francisco, um in der Mare Island Naval Shipyard überholt zu werden.
Nach dem Abschluss der Arbeiten fuhr sie am 19. Oktober nach Pearl Harbor, von wo aus sie am 10. November Kurs auf die Philippinen nahm, um an der Invasion teilzunehmen.
Am 27. und 28. November beschoss sie zusammen mit den anderen Zerstörern des Destroyer Squadron (DesRon) 22, USS Saufley, USS Waller und USS Renshaw, die Hafenanlagen von Ormoc City auf Leyte und schoss ein japanisches Flugzeug ab. Ein alliiertes Aufklärungsflugzeug sichtete ein aufgetaucht fahrendes japanisches U-Boot südlich von Pacijan mit Kurs auf die Bucht von Ormoc und meldete es an die Zerstörer. Um 01:27 Uhr erfasste das Radar der USS Waller das U-Boot I-46 und beschädigte es mit einem der ersten Schüsse. Um 01:45 Uhr wurde das tauchunfähige U-Boot vom DesRon 22 versenkt.
Ein von der USS Pringle zwischen dem 27. und 30. Dezember eskortierter Nachschubverband nach Mindoro war schweren Luftangriffen ausgesetzt. Mehrere Schiffe des Verbandes wurden versenkt. Dem Zerstörer gelang der Abschuss von zwei angreifenden Flugzeugen. Am 30. Dezember stürzte sich ein Kamikaze-Flugzeug auf das Schiff und schlug hinter dem Deckshaus ein, wodurch 11 Mann getötet und 20 verwundet wurden. Ein 40-mm-Geschütz wurde zerstört und zwei 5"-Geschütze beschädigt.

### 1945
Im Februar 1945 war die USS Pringle wieder einsatzbereit. Sie eskortierte am 17. Februar Transportschiffe nach Iwo Jima. Während der Landung auf Iwo Jima unterstützte sie die anlandenden Einheiten des US Marine Corps mit ihrer Artillerie. Am 4. März verlegte sie nach Ulithi, um Vorbereitungen für die anstehende Schlacht um Okinawa zu treffen. Der Destroyer Division (DesDiv) 90 zugeteilt, schützte sie die Transportschiffe, deckte Minensucheinsätze und setzte ihre Geschütze zur Unterstützung der Invasion ein. Am 15. April wurde sie als Radarvorposten eingesetzt und konnte bei einem Kamikaze-Angriff zwei Flugzeuge abschießen, bevor eine dritte Maschine in ihre Brücke einschlug. Eine 1.000-Pfund und zwei 500-Pfund-Bomben des Flugzeuges explodierten und zerrissen den Zerstörer auf Höhe des vorderen Kesselraums in zwei Teile. Sechs Minuten später sank die USS Pringle. 258 Mann überlebten die Versenkung.

## Auszeichnungen
Die USS Pringle erhielt zehn Battle Stars für die Dienste im Zweiten Weltkrieg.